# Zug Nasui
Zug Nasui é um filme de drama israelita de 1983 dirigido e escrito por Yitzhak Yeshurun. Foi selecionado como representante de Israel à edição do Oscar 1984, organizada pela Academia de Artes e Ciências Cinematográficas.

## Elenco
- Zivit Abramson
- Amnon Dankner
- Miri Fabian
- Ruth Harlap
- Avi Kleinberger
- Yaron London